# Anna Livbjerg
Anna Livbjerg es una deportista danesa que compite en vela en la clase Europe. Ganó once medallas en el Campeonato Mundial de Europe entre los años 2007 y 2019.

## Palmarés internacional
| \| Campeonato Mundial \| Campeonato Mundial \| Campeonato Mundial \| Campeonato Mundial \| \| Año \| Lugar \| Medalla \| Clase \| \| ------------------ \| ----------------------- \| ------------------ \| ------------------ \| \| 2007 \| Workum (Países Bajos) \| Medalla de bronce \| Europe \| \| 2010 \| Arkösund (Suecia) \| Medalla de bronce \| Europe \| \| 2011 \| Gravedona (Italia) \| Medalla de plata \| Europe \| \| 2012 \| La Escala (España) \| Medalla de oro \| Europe \| \| 2013 \| Sønderborg (Dinamarca) \| Medalla de oro \| Europe \| \| 2014 \| La Rochelle (Francia) \| Medalla de oro \| Europe \| \| 2015 \| Arendal (Noruega) \| Medalla de oro \| Europe \| \| 2016 \| Torbole (Italia) \| Medalla de oro \| Europe \| \| 2017 \| Blanes (España) \| Medalla de oro \| Europe \| \| 2018 \| Kühlungsborn (Alemania) \| Medalla de oro \| Europe \| \| 2019 \| Puerto Balís (España) \| Medalla de oro \| Europe \| |                         |                   |        |
| Campeonato Mundial |                         |                   |        |
| Año | Lugar                   | Medalla           | Clase  |
| 2007 | Workum (Países Bajos)   | Medalla de bronce | Europe |
| 2010 | Arkösund (Suecia)       | Medalla de bronce | Europe |
| 2011 | Gravedona (Italia)      | Medalla de plata  | Europe |
| 2012 | La Escala (España)      | Medalla de oro    | Europe |
| 2013 | Sønderborg (Dinamarca)  | Medalla de oro    | Europe |
| 2014 | La Rochelle (Francia)   | Medalla de oro    | Europe |
| 2015 | Arendal (Noruega)       | Medalla de oro    | Europe |
| 2016 | Torbole (Italia)        | Medalla de oro    | Europe |
| 2017 | Blanes (España)         | Medalla de oro    | Europe |
| 2018 | Kühlungsborn (Alemania) | Medalla de oro    | Europe |
| 2019 | Puerto Balís (España)   | Medalla de oro    | Europe |